# The Other Side of the Door
The Other Side of the Door (en Hispanoamérica: Del otro lado de la puerta y en España: El otro lado de la puerta) es una película de terror hindú-británica, dirigida por Johannes Roberts y distribuida por 20th Century Fox. Está protagonizada por Sarah Wayne Callies y Jeremy Sisto, y se estrenó el 4 de marzo de 2016.

## Argumento
Después de la trágica muerte de su hijo Oliver, una joven madre llamada María lidia con la pérdida, junto con su marido Michael y su hija Lucy. Buscando un ritual para decir un último adiós a su hijo, María es aconsejada por la niñera Piki, quien le dice que debe esparcir las cenizas de su hijo en las escaleras de un templo antiguo y debe encerrarse dentro del templo durante la noche, pero con la condición de que nunca debe abrir la puerta para ver qué hay dentro. María oye a su hijo en el otro lado de la puerta y tienen una conversación sobre lo que ha sucedido de su muerte. Al terminar la conversación, Oliver le dice a su madre que ahora tiene que ir hacia él. María, desesperada de perder a su hijo otra vez, abre la puerta entre los mundos de los vivos y los muertos, lo que crea un desequilibrio entre los dos mundos.

## Reparto
- Sarah Wayne Callies como María, una joven madre y esposa de Michael, que quiere traer de vuelta a su hijo de la muerte.
- Jeremy Sisto como Michael, el marido de María.
- Javier Botet como Myrtu
- Sofia Rosinsky como Lucy, hija de María y Michael, y hermana menor de Oliver.
- Logan Creran como Oliver, hijo muerto de María y Michael, y hermano mayor de Lucy.
- Jax Malcolm como Voz de Oliver.
- Suchitra Pillai-Malik como Piki.

## Estreno
La película fue originalmente programada para ser lanzado el 26 de febrero de 2016. Sin embargo, la fecha de lanzamiento se retrasó al 11 de marzo de 2016 y, posteriormente, se trasladó hasta el 4 de marzo de 2016.

## Recepción
En Rotten Tomatoes, la película tiene una calificación de 47%, basado en 19 revisiones, con una calificación promedio de 5/10. Metacritic da a la película una puntuación de 42 sobre 100, basado en 9 críticos, lo que indica "mixto a los exámenes de la media".